# 락랑구역
락랑구역(樂浪區域)은 조선민주주의인민공화국 평양직할시에 있는 행정 구역이다. 인구는 2008년 기준으로 282,681명이다. 고대 낙랑군의 유적이 있다. 

## 지리
평양시 서부에서 서쪽에서 남쪽으로 흐름을 바꾸는 대동강의 남동안(南東岸)에 위치한다. 대동강을 사이에 두고 북동쪽에는 평천구역·선교구역 등의 도심부, 북쪽에는 만경대구역, 서쪽에는 천리마군(평안남도)가 있다. 남쪽은 강남군, 동쪽은 동쪽은 력포구역에 접한다.
도심에서 가까운 부분에서는 시가지화가 진행되고 있다. 대동강가의 락랑거리(옛 이름 통일거리)에는 2003년에 농민 시장을 개편해 만들어진, 북조선에서 제일 큰 종합 시장으로 여겨지는 '락랑시장'(옛 이름 통일시장)이 있다.

## 역사
기원전 108년, 한 무제는 고조선을 멸하고 평양 부근에 낙랑군을 두었다(낙랑군의 위치에 대해서는 여러 가지 설이 있으며, 북조선은 낙랑군이 평양에 있었음을 부정한다). 락랑구역 토성리에는 토성터(토성리 토성)가 있고 주변에는 한대~진(晋)대 초기에 축조된 것으로 보이는 분묘군(낙랑한묘)가 있다. 일제강점기에 행해진 발굴의 결과, 토성리 토성에서는 건물·도로·창고군이나 낙랑의 문자를 기록한 기와 등이 발견되었기 때문에, 일부에서는 낙랑군의 정부였다고 추정하며 '낙랑토성'으로도 부르고 있다. 그러나 북조선은 이것이 낙랑군의 것이 아닌 고구려에 의해 축조된 것이라 주장하고 있다. 
일제 시대에는 대동군 대동강면 등에 속했다. 그 후, 평양시 동구역·강남군·중화군 등의 일부가 되었지만, 1959년 9월에 락랑구역이 신설되어 평양시에 편입되었다. 

## 행정 구역
21동 9리로 구성된다. 
- 정백 1동 (貞栢 1洞)
- 정백 2동 (貞栢 2洞)
- 락랑 1동 (樂浪 1洞)
- 락랑 2동 (樂浪 2洞)
- 락랑 3동 (樂浪 3洞)
- 정오 1동 (貞梧 1洞)
- 정오 2동 (貞梧 2洞)
- 원암동 (猿岩洞)
- 두단동 (斗團洞)
- 충성 1동 (忠誠 1洞)
- 충성 2동 (忠誠 2洞)
- 충성 3동 (忠誠 3洞)
- 동산동 (東山洞)
- 관문 1동 (關門 1洞)
- 관문 2동 (關門 2洞)
- 관문 3동 (關門 3洞)
- 통일 1동 (統一 1洞)
- 통일 2동 (統一 2洞)
- 승리 1동 (勝利 1洞)
- 승리 2동 (勝利 2洞)
- 승리 3동 (勝利 3洞)
- 송남리 (松南里)
- 보성리 (甫城里)
- 류소리 (柳巢里)
- 남사리 (南寺里)
- 중단리 (中端里)
- 룡호리 (龍湖里)
- 금대리 (今大里)
- 벽지도리 (碧只島里)
- 긴골리